# Kvinnor och äppelträd
Kvinnor och äppelträd är en roman från 1933 av Moa Martinson.
Martinson skickade manuset till boken till olika bokförlag men blev refuserad flera gånger innan boken slutligen utgavs 1933. Boken, som är hennes romandebut, väckte stor uppmärksamhet med sitt realistiska språk och sin sexuella frispråkighet. 

## Handling
Berättelsen tar sin början under ett årtionde efter mitten av 1800-talet, där Sofi är mora på en stor bondgård och har 14 barn och en oäkting som utackorderas. En dag hittas mor Sofi drunknad i älven. Till hennes begravning kommer även hennes oäkta barn.
Handlingen förflyttas till början av 1900-talet. Sally och Ellen är två fattiga flickor som bägge är uppvuxna i Norrköpings fattigkvarter och på landsbygden. Ovetande om varandras existens i unga år, möts de först i vuxen ålder och blir vänner. Båda flickorna är släkt med mor Sofi i tredje ledet. Sallys farmor var Sofis oäkta barn, som kom till Sofis begravning.
När Sally är sju år flyttar hon tillsammans med sina föräldrar och farmor till landsbygden, där fadern fått jobb. Ellen förlorar tidigt sin mamma och utackorderas till en kvinna som äger ett kafé. När Ellen blivit lite äldre tjänstgör hon på ett marketenteri. Dit går en rallare vid namn Bernhard ibland. De lär känna varandra och börjar gå i sällskap. De bestämmer sig för att gifta sig och Bernhard tar henne med till sitt barndomshem, kallat Apeldal. Familjen bor tillsammans med Bernhards far i Apeldal och deras familj växer. Tiden går och ute i världen rasar första världskriget. 
Mårbo heter en gård som ligger inte alltför långt bort från Apeldal. Gården är ökänd för sina invånare och många i byn vill inte veta av dem som bor där. Ellen är nyfiken på människorna i Mårbo och gör sig en dag ett ärende dit, och träffar Sally som är tillsammans med en av gårdens söner. Ellen och Sally blir snart goda vänner, de har mycket gemensamt. De har barn i samma åldrar och de har frånvarande män, som lever ett syndigt liv med mycket alkohol. De stöttar varandra i vardagens bekymmer och tar tillsammans upp kampen mot fattigdomen och eländet.
När Sallys man Frans dör i fängelset, bestämmer hon sig för att lämna bygden, där hon bott under större delen av sitt vuxna liv.  Hon planerar att på längre sikt slå sig ner i närheten av storgården, där Sofi en gång bodde. Sally får dock ett erbjudande att gifta sig med byns rikaste bonde, bonden i Vide. Dennes hustru är döende och han behöver en mor åt sina barn. Hon överväger för- och nackdelar innan hon fattar sitt beslut, vilket blir att hon ingår äktenskap med bonden.

## Personer
- Sofi – släkting till Sally och Ellen
- Fredrika – Sofis väninna
- Sally Ek f. Svensson – släkt 3:e ledet med Sofi
- Ellen Olsson f. Karlsson – släkt 3:e ledet med Sofi
- Beda – bor i samma hus som Sally
- Bernhard Olsson – gift med Ellen, rallare
- Nils ”Nisse” –  son till Ellen och Bernhard
- Sven – son till Ellen och Bernhard
- Per – son till Ellen och Bernhard
- Frans Ek – sambo med Sally
- Bruno – son till Sally och Frans
- Gunnar – son till Sally och Frans
- Edit – dotter till Sally och Frans
- Liter-Olle – Frans far, Sallys svärfar
- Gamlingen från Mark - Bernhards far, Ellens svärfar
- Bonden i Vide – rikaste bonden i byn
- Maria – bonden i Vides fru
- Mimmi ”glada flickan” – piga, biologisk mor till några av bonden i Vides barn